# درگیری ترافیکی

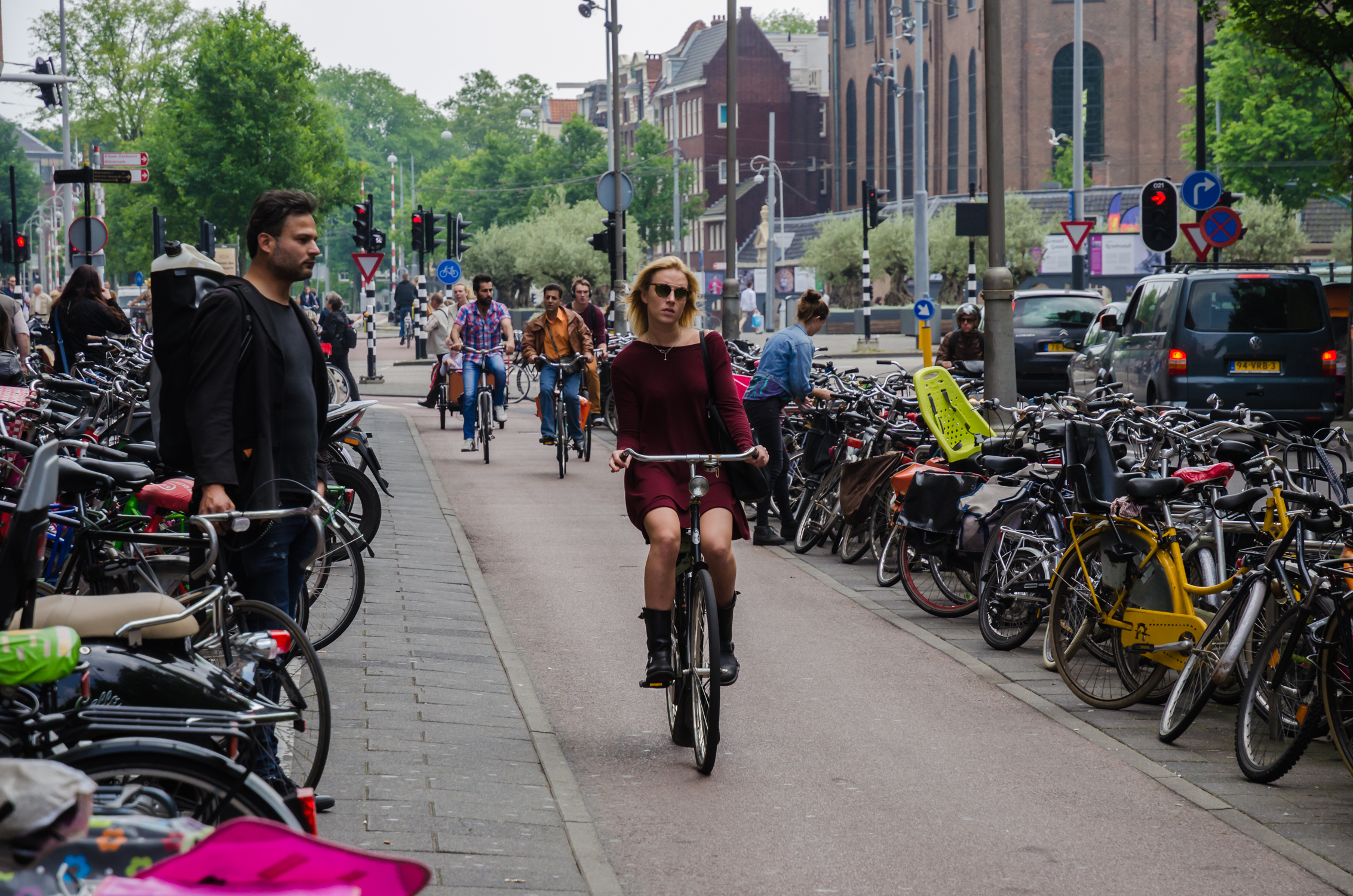
دوچرخه‌سواری جداگانه در امتداد Fietspad در آمستردام، با جلوگیری از درگیری با ترافیک، ایمن است.

درگیری ترافیکی یا درگیرشدن ترافیکی، رویدادی قابل دیدن است که به تصادف ختم می‌شود، مگر اینکه یکی از طرفین درگیر سرعت خود را کاهش دهد، خط را تغییر دهد یا شتاب دهد تا از برخورد جلوگیری کند. درگیرشدن ترافیکی با پارامترهای زمان تا برخورد، زمان پس از تجاوز و زاویه درگیری و همچنین جایگاه وسایل نقلیه در زمان و مکان تعریف می‌شوند.

نمای یک انیمیشن دوبعدی میکروشبیه‌سازی معمولی نشان داده شده‌است، یک دوربرگردان در کشوری که ترافیک در سمت چپ حرکت می‌کند.